# Combarbala
Combarbala är en kommun i Chile.   Den ligger i provinsen Provincia de Limarí och regionen Región de Coquimbo, i den centrala delen av landet, 260 km norr om huvudstaden Santiago de Chile.
Omgivningarna runt Combarbala är i huvudsak ett öppet busklandskap. Runt Combarbala är det mycket glesbefolkat, med 7 invånare per kvadratkilometer.